# Ján Gregor
Ján Gregor (* 10. května 1923) byl slovenský a československý politik Komunistické strany Slovenska, místopředseda vlád ČSSR a SSR a poslanec Sněmovny národů Federálního shromáždění a Slovenské národní rady za normalizace.

## Biografie
V letech 1970–1976 působil jako místopředseda 1. a 2. vlády L. Štrougala. Zároveň zastával i post ve vládě Slovenské socialistické republiky. Ve vládě Štefana Sádovského a Petera Colotky byl v letech 1970–1971 ministrem průmyslu SSR. Do slovenské vlády se pak vrátil v 2. polovině 70. let, kdy byl ve druhé vládě Petera Colotky, třetí vládě Petera Colotky a čtvrté vládě Petera Colotky v letech 1976–1983 jejím místopředsedou.
V letech 1964–1989 se rovněž uvádí jako účastník zasedání Ústředního výboru Komunistické strany Slovenska.
Ve volbách roku 1971 zasedl do slovenské části Sněmovny národů (volební obvod č. 133 – Košice-jih, Východoslovenský kraj). Ve FS setrval do konce funkčního období, tedy do voleb roku 1976.
Od voleb v roce 1976 zasedal ve Slovenské národní radě. Mandát v ní obhájil ve volbách v roce 1981 i volbách v roce 1986. Od roku 1983 byl místopředsedou SNR a tento post zastával až do června 1989. Na poslanecký mandát v SNR rezignoval v prosinci 1989 krátce po sametové revoluci.